# Hatt m/1854-1859

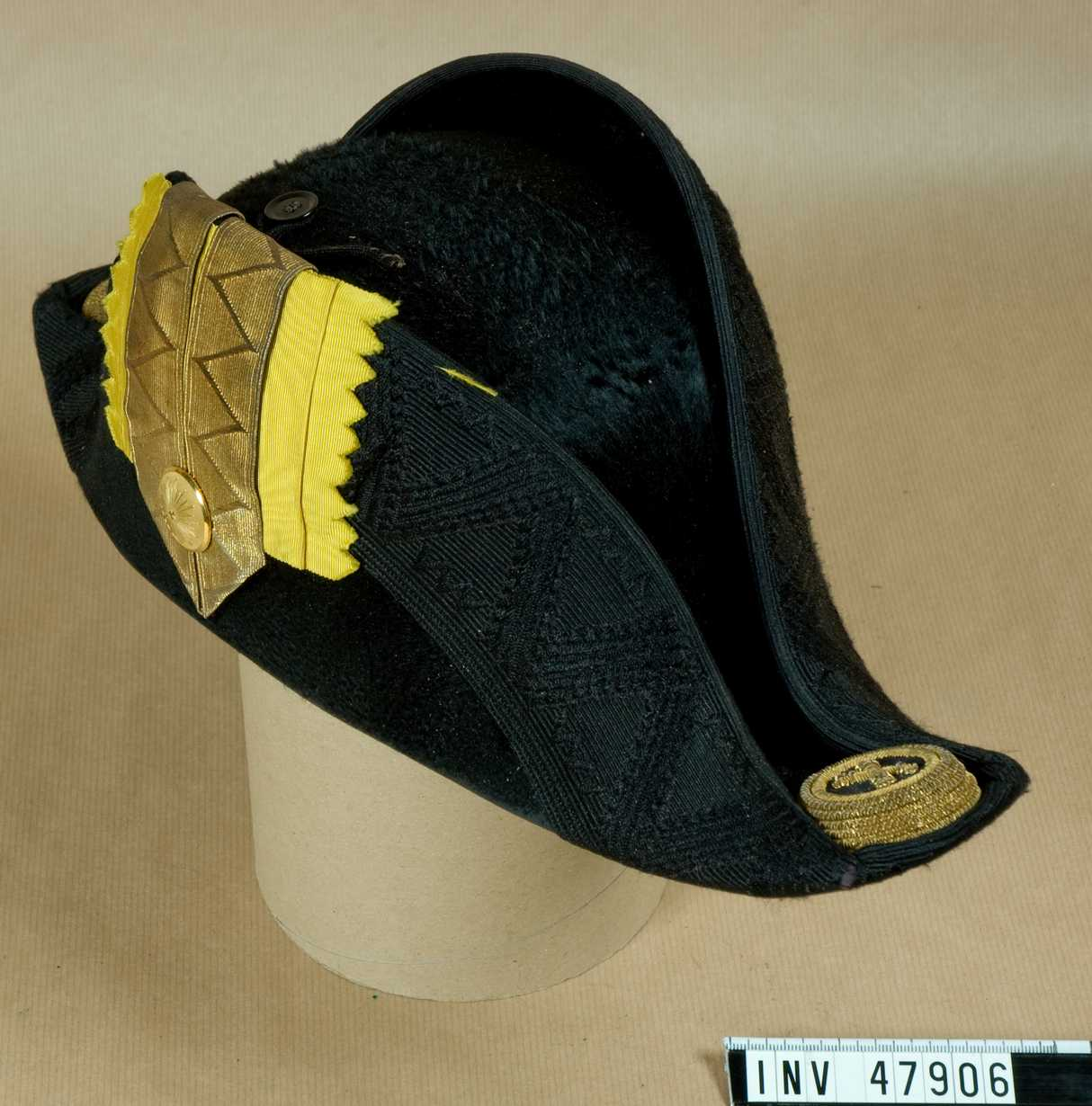
Hatt m/1854-59 för överste vid Fortifikationen.

Hatt m/1854-59, även kallad tvåhörning eller båthatt, är en huvudbonad som använts inom svenska Försvarsmakten.

## Utseende
Hatten är en svart bicorne med guldbuljontofsar vid ändarna, 65 mm svart galon, 35 mm guldgalon samt knapp för Svea livgarde (I 1), nuvarande Livgardet. Den kan även förses med en plym av smala strutsfjädrar, hängande över hatten men inte längre ner än till knappen.
- Generalitetet bar svart plymasch ("ludd" på hattens kanter) samt gul och blå plym.
- H.M. Konungens stab, de kungliga prinsarnas staber, generalstaben, artilleristaben samt fortifikationsstaben bar hängande gul och blå plym.
- Kommendanter bar hängande gul plym (g.o. 4 jun 1845 nr 444, g.o. 18 maj 1854 nr 385, g.o. 20 dec 1889 nr 1230)
- Väg- och vattenbyggnadskåren bar hängande svart plym.
- Auditörer och musikdirektörer bar samma typ som "Kongl. Hofkapellets medlemmar antagna modell" (g.o. 20 dec 1889 nr 1229) [2]

## Användning
Hatten har burits av generaler och högre officerare. Den bäres än idag av kommendanten i Stockholm och officerare vid kommendantstaben i Stockholm vid statsceremoniell verksamhet.
Hatten har även burits av civilmilitär personal och till rent civila uniformer.

## Fotografier

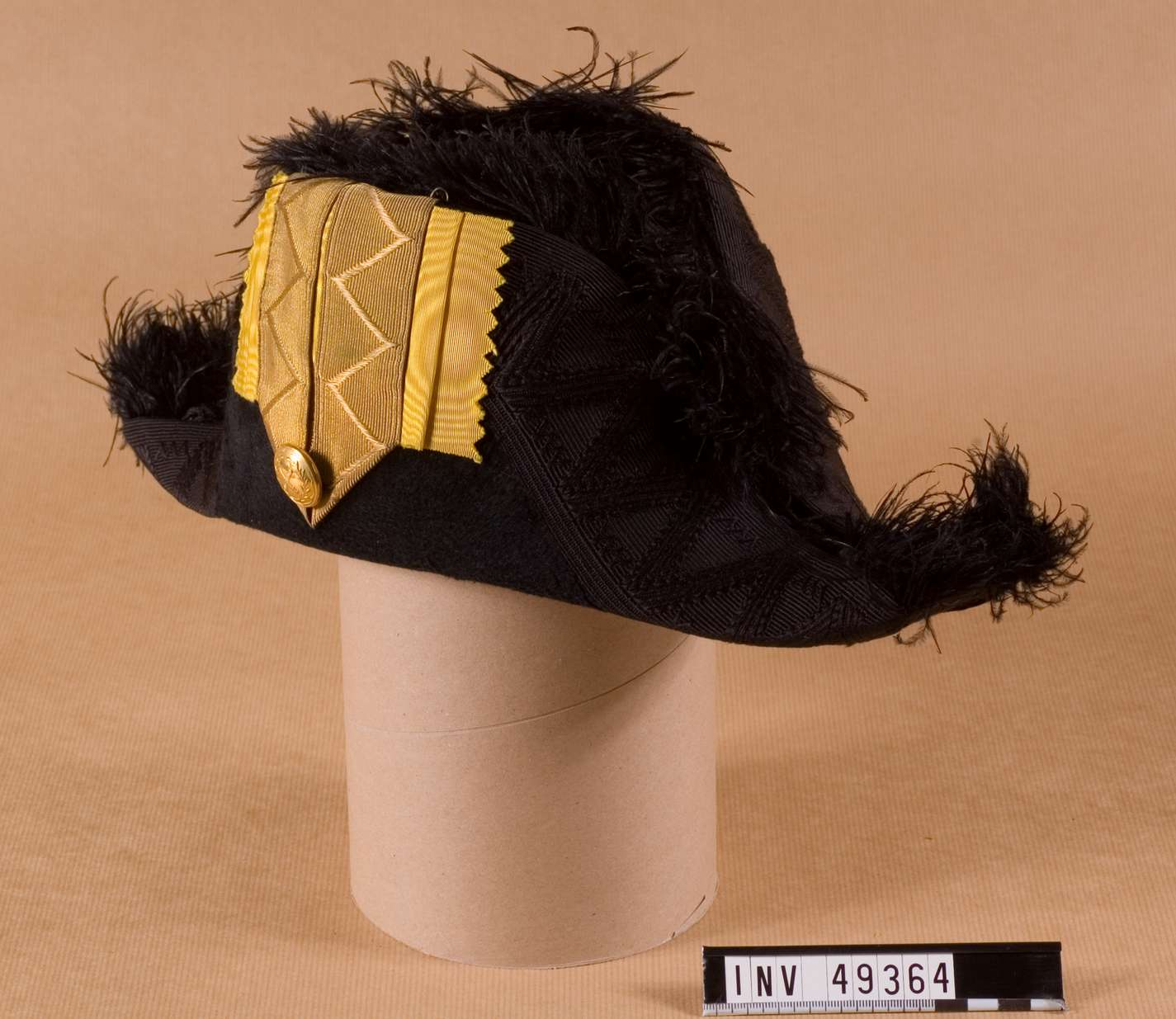
Hatt m/1854 för general vid Generalitetet.
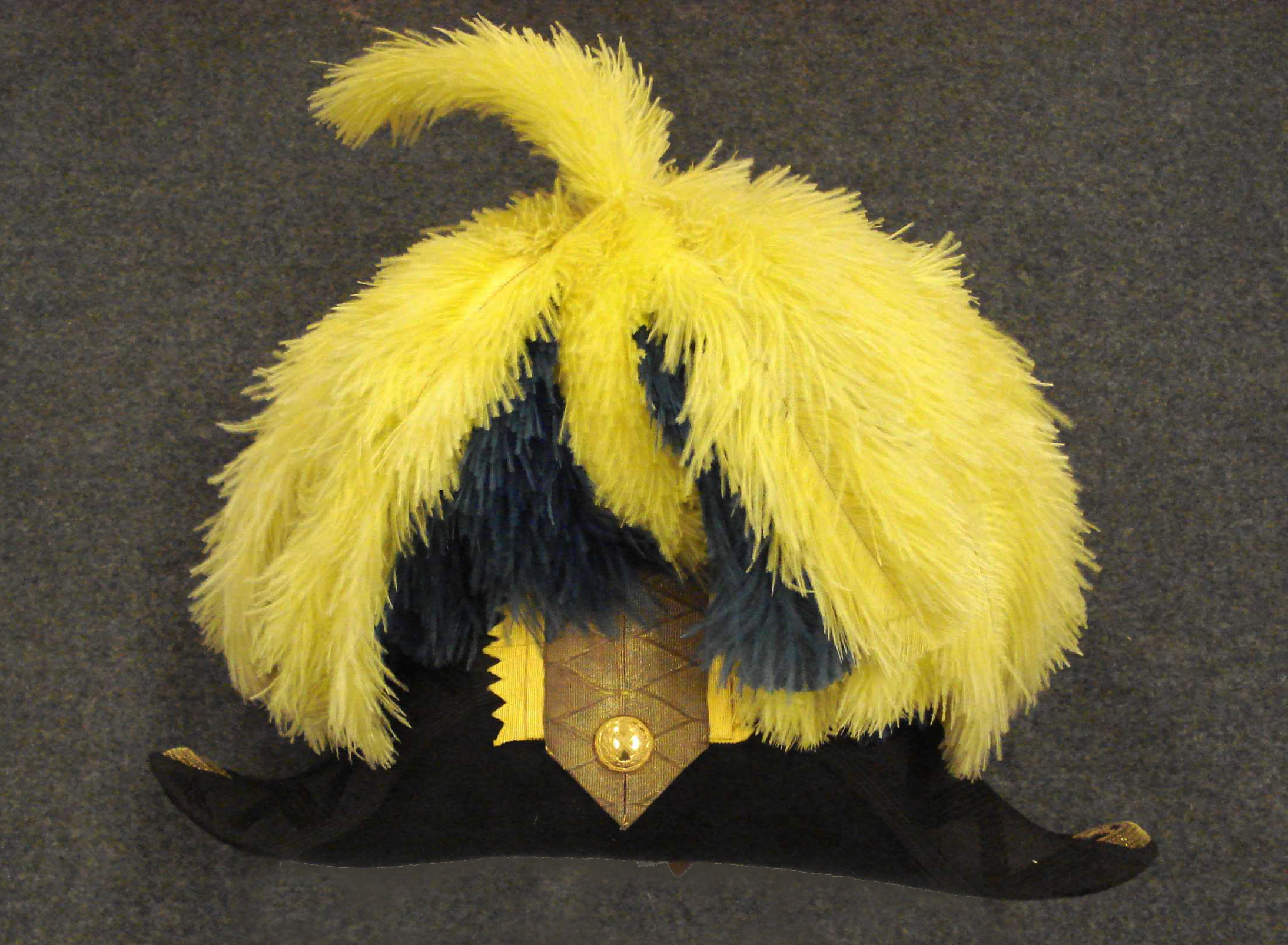
Hatt m/1854 för officer vid Generalstabskåren med plym m/1854.
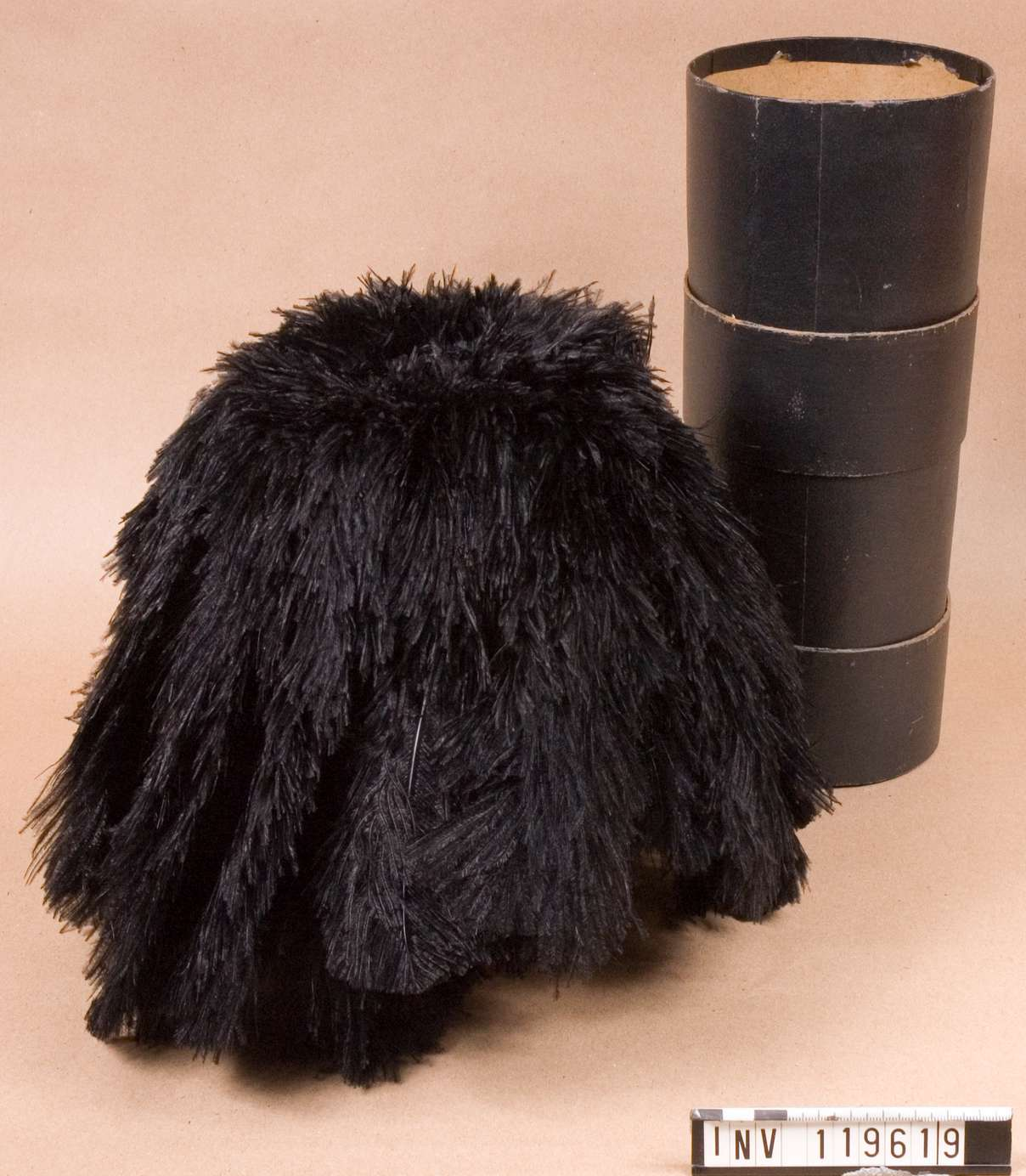
Plym till hatt m/1854 för officer vid Väg- och vattenbyggnadskåren.